# The Jackpot
The Jackpot is een Amerikaanse film uit 1950 van Walter Lang met in de hoofdrollen James Stewart en Barbara Hale.
De film is gebaseerd op het tijdschriftartikel "The Jackpot"  van John McNulty dat werd gepubliceerd in The New Yorker van 19 februari 1949. Het gaat over een man die een prijzenpakket ter waarde van 24.000 dollar wint met een radioquiz. Het artikel verscheen in de sectie A Reporter at Large. 20th Century Fox betaalde 12.500 dollar voor de filmrechten.
The Jackpot is tegenwoordig vrijwel vergeten, maar was in 1950 zeer succesvol in de bioscopen. Het was een de vier films die Stewart in 1950 maakte naast de al even succesvolle Winchester '73, Harvey en Broken Arrow.

## Verhaal
Zo op het oog is de familie Lawrence in Glenville, Indiana een doorsnee Amerikaans gezin. Bill Lawrence werkt in het warenhuis Woodruff en zijn vrouw Amy is huisvrouw en verzorgt de kinderen. Maar Bill verveelt zich, hij heeft het gevoel dat zijn hele toekomst voorgeprogrammeerd is en alles routine is geworden. Gelukkig voor hem zijn er veranderingen op komst. Samen met zijn collega Fred Burns wordt hij bij de hoogste baas, Woodruff, geroepen. Volgens Woodruff loopt de omzet terug en hij vraagt nieuwe ideeën ter verbetering. Verder kondigt hij aan op reis te gaan naar Europa, de bedoeling is dat of Lawrence of Burns hem dan gaat vervangen. De geselecteerde vervanger zal ook promotie krijgen. Weer thuis krijgt Bill een telefoontje van een radiostation, hij is geselecteerd voor de quiz Name the Mystery Husband (Wie is de geheimzinnige echtgenoot?), waarmee hij 24.000 dollar aan prijzen kan winnen.
Bill gelooft geen woord van het telefoontje en denkt dat hij in de maling wordt genomen. Maar die avond gaat de telefoon weer en tot zijn eigen verbazing geeft Bill het goede antwoord en wint. Niet lang daarna worden de prijzen bezorgd en een interieurarchitect buigt zich over de plannen om het huis opnieuw in te richten. Sommige prijzen zijn zeer bruikbaar zoals een wasmachine, andere, zoals een piano, hebben minder nut. Er arriveert zelfs een beroemde kunstenares, Hilda Jones, om zijn portret te schilderen. De nuchtere Bill blijft kalm en ontdekt al snel het addertje onder het gras, hij moet 7000 dollar inkomstenbelasting betalen. Aangezien zijn salaris niet meer is 7500 dollar besluiten hij en Amy de prijzen te verkopen. Tot overmaat van ramp ontstaan er roddels over een mogelijke verhouding tussen Bill en Hilda de kunstenares. Dit terwijl Bill helemaal niet poseert, maar Hilda vraagt een portret van Amy te schilderen aan de hand van een foto. Het huis van de familie Lawrence wordt intussen overspoeld door kooplustigen die de verschillende prijzen bekijken. Als Bill op zakenreis is in Chicago wil hij enkele gewonnen sieraden verkopen aan ene Morgan. Hij weet niet dat de man aan wie hij de ring laat zien een onderwereldfiguur is. Morgan wordt, met de ring, samen met Bill opgepakt door de politie.
Na een nacht in de cel wordt Bill vrijgelaten en viert zijn vrijlating iets te uitbundig in de kroeg. Zijn vrouw is weinig ingenomen met Bills vermeende avontuurtjes met Hilda en ze krijgen een gigantische ruzie. Een boze Bill verlaat het huis met zijn koffer. Als echter Hilda die avond het portret van Amy komt brengen en ontkent dat ze iets heeft met Bill, beseft Amy dat ze te hard is geweest. Ze vraagt Bill om terug te komen en net als hij binnen is, arriveert er ook een advocaat. Hij vertegenwoordigt Morgan, aan wie Bill de ring wilde verkopen. Morgan is de ring kwijtgeraakt tijdens de arrestatie en wil Bill het geld vergoeden door 5000 dollar te betalen. Bill en Amy zijn dolblij want nu kunnen ze de inkomstenbelasting betalen. Het is helemaal feest als Bill zijn promotie krijgt en Woodruff mag vervangen.

## Rolverdeling
| Acteur          | Personage       |
| --------------- | --------------- |
| James Stewart   | Bill Lawrence   |
| Barbara Hale    | Amy Lawrence    |
| James Gleason   | Harry Summers   |
| Fred Clark      | Woodruff        |
| Alan Mowbray    | Leslie          |
| Patricia Medina | Hilda Jones     |
| Natalie Wood    | Phylis Lawrence |
| Tommy Rettig    | Tommy Lawrence  |